# Davidoff Swiss Indoors 2005
Davidoff Swiss Indoors 2005 — тенісний турнір, що проходив на кортах з твердим покриттям у місті Базель, Швейцарія з 24 жовтня . Належав до категорії ATP International Series, був турніром серії Swiss Indoors 2005 року.

## Фінальна частина

### Одиночний розряд
Фернандо Гонсалес —  Маркос Багдатіс 6–7(8–10), 6–3, 7–5, 6–4

### Парний розряд
Агустін Кальєрі /  Фернандо Гонсалес —  Стівен Гасс /  Веслі Муді 7–5, 7–5